# Château de Coubert
Le château de Coubert est un château disparu situé sur la commune de Coubert (77170).
Il ne faut pas le confondre avec le château de La-Grange-le-Roi, qui était situé juste à côté.

## Histoire

### Le duc de Vitry (1657-1675)
Le domaine a appartenu depuis 1657 au duc de Vitry.
Il s'agit de : François-Marie, 2e duc de Vitry (-Châteauvillain), † 1679, maréchal de camp, fils de Nicolas de L'Hospital, seigneur de Vitry-en-Brie (Vitry-Coubert à Guignes) puis duc de Vitry, maréchal de France, seigneur de Coubert sous Louis XIII.

### Le maréchal de Schömberg (1675-1690)
Frédéric Armand de Schomberg, maréchal de France en 1675. La même année, il achète la seigneurie de Coubert. Il conserve Coubert jusqu'à la révocation de l'édit de Nantes, en 1685, qui l'oblige à quitter la France. Il meurt en 1690.

### Maynard de Schömberg, le fils du maréchal (1690-1719)
En 1711, Coubert est restitué à son fils, Maynard de Schomberg, mort en 1719.
Les héritières de Maynard de Schomberg vendent alors Coubert à Samuel Bernard.

### Le château de plaisance de Samuel Bernard (1719-1739)

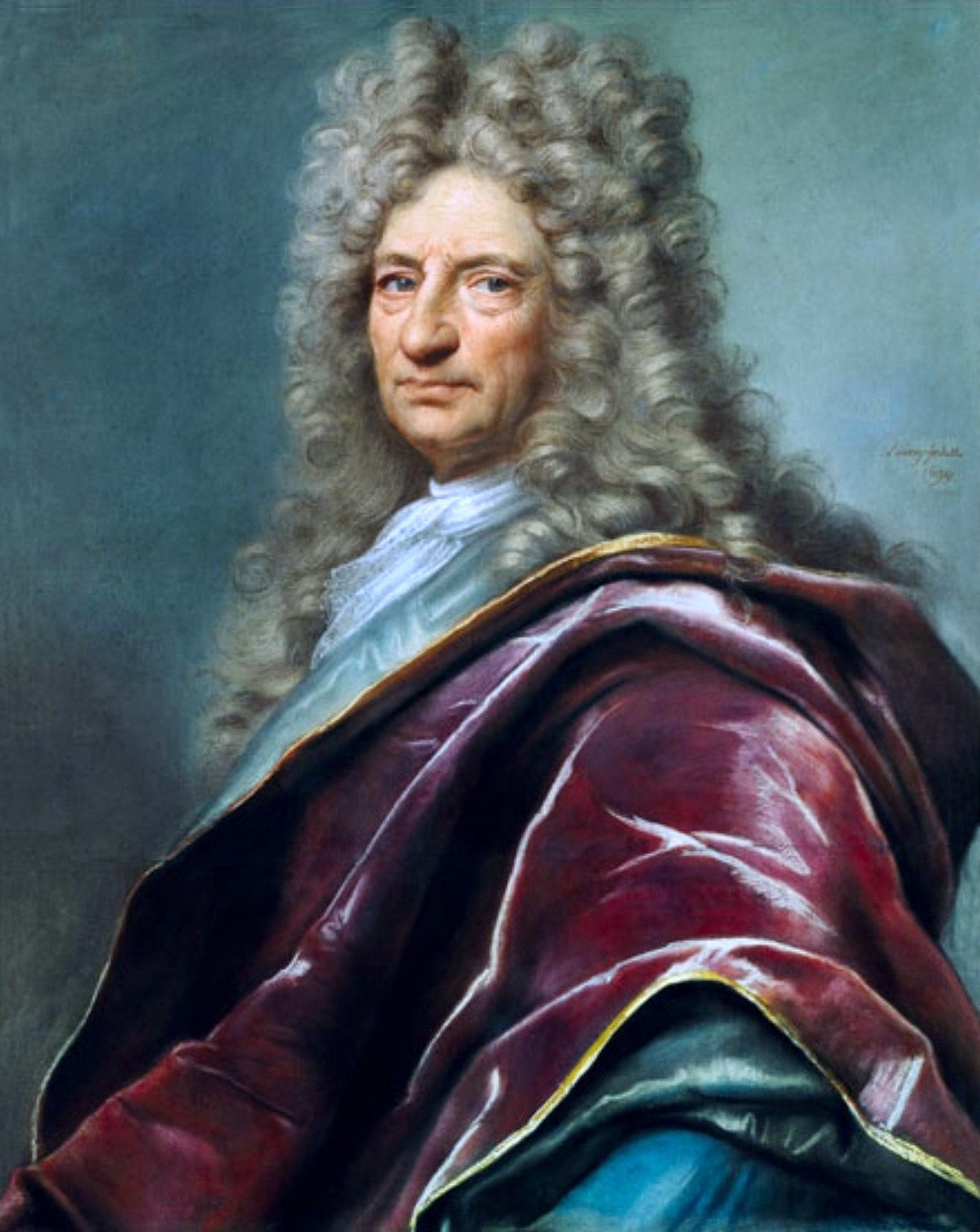
Samuel Bernard (1651-1739) comte de Coubert par Joseph Vivien (05A).

Le banquier et financier Samuel Bernard achète en 1719 le comté de Coubert et fait reconstruire le château de 1724 à 1727. Il est créé comte de Coubert par Louis XV en 1729.
Il y fait ajouter quatre pavillons carrés, à la manière des pavillons du château de Marly, et à l'imitation du goût de Louis XIV. La vision depuis le parterre sur ces quatre pavillons rappelle celle du château de Limours.
Il fait également édifier une belle orangerie, dont les trois arches centrales, ainsi que le fronton sculpté, sont conservés.
Il le conserve jusqu'à sa mort, en 1739, et le lègue à l'aîné de ses fils.

### Samuel-Jacques Bernard, comte de Coubert (1739-1753)
Samuel-Jacques Bernard, fils aîné de Samuel Bernard, il est comte de Coubert après son père et meurt en 1753.

### Olivier Samuel Jacques Bernard (1753-1801)
Il a pour successeur comme comte de Coubert son fils Olivier Samuel Jacques Bernard (1730-1801), qui émigre à la Révolution. Son château de Coubert est alors vendu comme bien national, puis détruit sous la Restauration.
Il reste des vestiges de la propriété, dont une partie de la façade de l'Orangerie, les fossés en douves, pavillons etc.

### La famille Potter (jusqu'en 1834)
George Charles Potter, fils du manufacturier Christophe Potter (1751-1817) et mari de Laurence Viénot de Vaublanc, fille du comte de Vaublanc, sont propriétaires du château jusqu'en 1834.

### Basile Parent
Basile Parent achète le château de Coubert en 1851 à la famille Rigaud, puis le transmet à sa fille Joséphine, épouse de Adrien Louis Lebeuf de Montgermont